# Молдагалиев, Дидар Манарбекович
Дидар Манарбекович Молдагалиев (род. 6 июля 1984) — казахстанский самбист и дзюдоист, призёр этапа Кубка Европы по дзюдо среди юниоров 2003 года, чемпион мира по самбо среди юниоров 2001 года, серебряный призёр чемпионата мира по самбо 2005 года на домашнем чемпионате в Астане, мастер спорта международного класса Республики Казахстан по самбо. По самбо выступал в полулёгкой весовой категории (до 57 кг). Проживает в городе Тараз. Руководит Кордайским районным отделом физической культуры и спорта (Жамбылская область).